# جون ماكنيل (لاعب كرة قدم)
جون ماكنيل (بالإنجليزية: John McNeil)‏ هو لاعب كرة قدم بريطاني في مركز نصف الجناح، ولد في 12 فبراير 1959 في غرينوك في المملكة المتحدة. لعب مع دندي يونايتد ونادي غرينوك مورتون.